# Stroești, Mehedinți
Stroești este un sat în comuna Florești din județul Mehedinți, Oltenia, România.